# Trzcianka (powiat nowotomyski)
Trzcianka – wieś w Polsce położona w województwie wielkopolskim, w powiecie nowotomyskim, w gminie Kuślin.

## Nazwa
Miejscowość pierwotnie związana była z Wielkopolską. Ma metrykę średniowieczną i istnieje co najmniej od początku XV wieku. Wymieniona w łacińskim dokumencie z 1412 „Trczanka”, 1416 „Trczanky”, 1444 „Trzczanka, Trzczanky”, 1453 „Thrczanka”, 1464 „Trczyanky, Crczyanky”, 1484 „Trczyanka”, 1493 „Trczanki”, 1494 „Thrczany”, 1496 „Trzyanka”, 1510 „Tczyanka”.
Nazwa nawiązuje do obszaru obrośniętego zaroślami trzcinowymi.

## Historia
Miejscowość była początkowo wsią szlachecką należącą do lokalnej szlachty wielkopolskiej z rodu Watów herbu Samson, a później Trzcieńskich, którzy od nazwy wsi przyjęli odmiejscowe nazwisko, a także do Sarbskich, Pakosławskich, Chraplewskich, Strzeżmińskich. W 1449 leżała w powiecie kościańskim Korony Królestwa Polskiego, a w 1508 w parafii Brody.
Pierwsza wzmianka o wsi pochodzi z 1408 i mówi o tym, że Mikołaj Wata z Nądni ufundował kościół parafialny w Kosiczynie obecnie Kosieczyn uposażając go m.in. dziesięcinami ze swoich wsi Głuponii i Trzcianki. W 1412 doszło do podziału majątku w Trzcience i okolicy. Arbitrzy doprowadzili do ugody sądowej w procesie pomiędzy Mikołajem Watą, a jego braćmi stryjecznymi Piotrem, Dobrogostem, Stanisławem, Janem i Mikołajem dziedzicami z Nądni. Piotr oraz jego bracia otrzymali Głuponie bez dwóch łanów, które miały należeć do Trzcianki przydzielonej Mikołajowi. Ponadto każda ze stron otrzymała połowę dziedziny Kosiczyn (obecnie Kosieczyn). W Nądni natomiast Piotr oraz bracia dostali dwór obronny (łac. „fortalicium”) z górą oraz gruntem, a Mikołaj stał się właścicielem ogrodu koło tego dworu. Zobowiązano krewnych stron do oceny, czy młyn w Trzciance jest tak samo dobry, jak ten w Głuponiach, a gdyby okazał się mniej warty, to zezwolono na przeniesienie go z Głuponi do Trzcianki.
W latach 1444–1462 w kilku procesach sądowych odnotowany został właściciel w Trzciance Mikołaj Trzcieński. W 1449 Mikołaj Godziemba z Trzcianki sprzedał Piotrowi Sarbskiemu połowę wsi za 600 florenów. W 1476 Wojciech Trzcieński kupił na wieczność od Piotra z Sarbi 1/4 Trzcianki za 200 grzywien, a z zastrzeżeniem prawa odkupu zakupił 1/4 folwarku w Trzciance za 25 grzywien. W 1479 sprzedał Piotrowi Pakosławskiemu swoją część Trzcianki za 100 kóp groszy. W 1482 Piotr od nazwy wsi przyjął odmiejscowe nazwisko Trzcieński i zapisał swojej żonie Klarze po 50 grzywien posagu oraz wiana na połowie Trzcianki.
W 1483 Mikołaj Trzcieński sprzedał z zastrzeżeniem prawa odkupu Maciejowi Skrzetuskiemu 4 łany w Trzciance za 70 florenów. W dokumencie sprzedaży odnotowano także trzciańskich kmieci Jakuba Łysonia, Stanisława Mikołajca, Andrzeja Czaplę oraz niejakiego Święcha, z których każdy siedział na jednym łanie. W 1482 Maciej Chraplewski odstąpił swojej bratanicy Elżbiecie, żonie Jana Drogockiego, połowę z 1/4 Trzcianki, którą otrzymał od swego brata Jakuba w drodze zamiany za część wsi Brody. W 1485 Mikołaj Trzcieński toczył proces z Elżbietą żoną Jana Drogockiego, która zajęła bezprawnie jego dobra, a w 1487 toczył kolejny proces z Iwanem Pierskim o posag oraz wiano jego zmarłej żony Agnieszki.
Miejscowość odnotowano również w historycznych rejestrach poborowych. W 1494 wymieniona wśród wsi, które miały zapłacić 14 grzywien kary z powodu niezapłacenia wiardunków królewskich. W 1508 miał miejsce pobór od 8 półłanków. W 1510 wieś miała 4 łany osiadłe, folwark, 9 zagrodników osiadłych, dwie zagrody były opuszczone, a we wsi stała karczma. W 1563 pobrano podatki od 12 półłanków, karczmy dorocznej, dwóch krawców. W 1577 pobór zapłacił Jan Strzeżmiński. W 1580 zapłacił on także pobór od 12 półł., 11 zagrodników, 3 komorników, dwóch ratajów (czyli najemnych robotników), karczmy z 1/2 kwarty roli, komornika oraz wiatraka dorocznego.
Wieś szlachecka położona była w 1580 roku w powiecie poznańskim województwa poznańskiego w Rzeczypospolitej Obojga Narodów.
Do czasu rozbiorów leżała w Rzeczypospolitej Obojga Narodów. Wskutek II rozbioru Polski w 1793 r., miejscowość przeszła pod władanie Prus i jak cała Wielkopolska znalazła się w zaborze pruskim. W XVI w. należała do Strzyżmińskich, w XVIII w. – do Nieżychowskich, a w latach 1801–1945 do niemieckiej rodziny Jacobich.
W okresie Wielkiego Księstwa Poznańskiego (1815-1848) Trzcianka należała do wsi większych w ówczesnym powiecie bukowskim, który dzielił się na cztery okręgi (bukowski, grodziski, lutomyślski oraz lwowkowski). Trzcianka należała do okręgu bukowskiego i była samodzielną majętnością, której właścicielami była rodzina Jacobich. Według spisu urzędowego z 1837 roku wieś liczyła 241 mieszkańców i 22 dymów (domostw).
W latach 1975–1998 miejscowość należała administracyjnie do województwa poznańskiego.
Przy szkole od 1961 r. działa Zespół Pieśni i Tańca „Polanie”.
W miejscowości znajdowały się dwie stacje kolejowe Opalenickiej Kolei Wąskotorowej. A mianowicie Trzcianka Zachodnia i Trzcianka wschodnia.

## Zabytki
Znajdujący się we wsi neoklasyczny pałac powstał w 2 poł. XIX w. i był rozbudowany w roku 1910. Wokół pałacu ładnie utrzymany park krajobrazowy (3,3 ha) z aleją grabową i pomnikowymi drzewami. Pałac, park i pobliski folwark użytkuje obecnie Zespół Szkół Rolniczych Centrum Kształcenia Ustawicznego im. Gen. Dezyderego Chłapowskiego, którego nowe obiekty wzniesiono w 1981 r. w zach. części parku. Na skraju parku znajduje się neogotycka kaplica grobowa Jacobich z połowy XIX w. Zespół pałacowy wpisano w 1977 r. do rejestru zabytków.